# NGC 7160
NGC 7160 is een open sterrenhoop in het sterrenbeeld Cepheus. Het hemelobject werd op 9 november 1787 ontdekt door de Duits-Britse astronoom William Herschel.

## Synoniemen
- OCL 236